# Santervás de Campos
Santervás de Campos község Spanyolországban, Valladolid tartományban. Santervás de Campos Villada, Villacidaler, Villacarralón, Vega de Ruiponce, Melgar de Abajo, Melgar de Arriba, Sahagún és Grajal de Campos községekkel határos. Lakosainak száma 108 fő (2024).

## Nevezetességek
Közigazgatási területén található az egykori Villacreces nevű falu, amelyet azonban lakói elhagytak, és már csak romok láthatók a helyén.

## Népesség
A település népessége az utóbbi években az alábbiak szerint változott:
| Lakosok száma | 170  | 148  | 144  | 137  | 136  | 130  | 121  | 118  | 105  | 108  |
|               | 2001 | 2004 | 2007 | 2009 | 2012 | 2014 | 2017 | 2019 | 2022 | 2024 |